# العلاقات التوغوية الوسط إفريقية
العلاقات التوغولية الوسط أفريقية هي العلاقات الثنائية التي تجمع بين توغو وجمهورية أفريقيا الوسطى.

## مقارنة بين البلدين
هذه مقارنة عامة ومرجعية للدولتين:
| وجه المقارنة                                              | توغو            | جمهورية أفريقيا الوسطى      |
| --------------------------------------------------------- | --------------- | --------------------------- |
| المساحة (كم2)                                             | 56.78 ألف       | 622.98 ألف                  |
| عدد السكان (نسمة)                                         | 7.80 مليون      | 4.66 مليون                  |
| الكثافة السكانية (ن./كم²)                                 | 137.37          | 7.48                        |
| العاصمة                                                   | لومي            | بانغي                       |
| اللغة الرسمية                                             | لغة فرنسية      | لغة فرنسية، اللغة السانغوية |
| العملة                                                    | فرنك غرب أفريقي | فرنك وسط أفريقي             |
| الناتج المحلي الإجمالي (بليون دولار)                      | 4.81 مليار      | 1.95 مليار                  |
| الناتج المحلي الإجمالي (تعادل القوة الشرائية) بليون دولار | 10.67 مليار     | 3.03 مليار                  |
| الناتج المحلي الإجمالي الاسمي للفرد دولار أمريكي          | 559             | 323                         |
| الناتج المحلي الإجمالي للفرد دولار أمريكي                 | 1.43 ألف        | 594                         |
| مؤشر التنمية البشرية                                      | 0.484           | 0.350                       |
| رمز المكالمات الدولي                                      | +228            | +236                        |
| رمز الإنترنت                                              | .tg             | .cf                         |
| المنطقة الزمنية                                           | 00              | ت ع م+01:00                 |

## منظمات دولية مشتركة
يشترك البلدان في عضوية مجموعة من المنظمات الدولية، منها:
| علم المنظمة | اسم المنظمة                                 | تاريخ انضمام توغو | تاريخ انضمام جمهورية أفريقيا الوسطى |
| ----------- | ------------------------------------------- | ----------------- | ----------------------------------- |
|             | وكالة ضمان الاستثمار متعدد الأطراف          | 15 أبريل 1988     | 8 سبتمبر 2000                       |
|             | الأمم المتحدة                               | 20 سبتمبر 1960    | 20 سبتمبر 1960                      |
|             | منظمة حظر الأسلحة الكيميائية                | ?                 | ?                                   |
|             | منظمة التجارة العالمية                      | ?                 | ?                                   |
|             | منظمة الشرطة الجنائية الدولية               | ?                 | ?                                   |
|             | الاتحاد الأفريقي                            | ?                 | ?                                   |
|             | البنك الإفريقي للتنمية                      | ?                 | ?                                   |
|             | مؤسسة التنمية الدولية                       | 21 أغسطس 1962     | 27 أغسطس 1963                       |
|             | يونسكو                                      | 17 نوفمبر 1960    | 11 نوفمبر 1960                      |
|             | مجموعة دول أفريقيا والكاريبي والمحيط الهادئ | ?                 | ?                                   |
|             | الاتحاد البريدي العالمي                     | ?                 | ?                                   |
|             | البنك الدولي للإنشاء والتعمير               | 1 أغسطس 1962      | 10 يوليو 1963                       |
|             | أفريستات ‏                                   | 21 سبتمبر 1993    | 21 سبتمبر 1993                      |
|             | الاتحاد الدولي للاتصالات                    | 14 سبتمبر 1961    | 2 ديسمبر 1960                       |
|             | مؤسسة التمويل الدولية                       | 4 سبتمبر 1962     | 1 أبريل 1991                        |
|             | المركز الدولي لتسوية المنازعات الاستشارية   | 10 سبتمبر 1967    | 14 أكتوبر 1966                      |
|             | أحدى                                        | ?                 | ?                                   |